# Трима негодници в скритата крепост
„Трима негодници в скритата крепост“ или „Тайната крепост“(на японски: 隠し砦の三悪人) е японски приключенски филм на режисьора Акира Куросава от 1958 г.
Лентата на Куросава представлява класически приключенски филм с комедийни елементи и „хепи енд“.
Преследването с конните патрули и двубоят с копия между Рокурота Макабе и военачалникът Хиое Тадокоро
внасят динамизъм и привкус на екшън.

## Сюжет
Маташичи и Тахеи са двама селяни решили да се включат във войната между клановете Акидзуки и Ямана с надеждата да променят съдбата си на окаяни бедняци. Те обаче са закъснели и битката е приключила, с пълно поражение за Акидзуки. Двамата неудачници се скитат, боейки се да не бъдат набедени, че са се сражавали на страната на победените. Междувременно победителите издирват принцеса Юки, последна представителка на рода Акидзуки, и съкровището на клана. Попадайки в плен Маташичи и Тахеи са принудени да копаят ров, търсейки златото.
След като успяват да избягат, Маташичи и Тахеи се натъкват на странен човек, когото вземат за дървар. Той ги отвежда в една крепост сред скалите, където се крие заедно с шестнадесетгодишо своенравно момиче. Мъжът се оказва легендарния военачалник от клана Акидзуки Рокурота Макабе. Момичето е принцеса Юки, за чиято глава е обявена награда от десет златни рио. Като връх на всичко, в близкия вир е скрито златото, което кланът Ямана търси така настойчиво. Маташичи и Тахеи кроят всевъзможни планове – да откраднат съкровището или да предадат принцесата на Ямана срещу награда. Всеки от тях се стреми да надхитри другия и да заграби всичко за себе си. От своя страна Рокурота Макабе смята да използва оглупелите от алчност селяни за своя цел – да спаси принцесата и златото, което ще послужи за възобновяване на борбата срещу Ямана.

## Любопитни факти
- Режисьорът Джордж Лукас не крие влиянието на „Трима негодници в скритата крепост“ върху космическата сага "Междузвездни войни". Образите на роботите C- 3PO и R2-D2 са заимствани от двамата вечно препиращи се селяни Маташичи и Тахеи.

- „Трима негодници в скритата крепост“ е първият широкоекранен филм на японската кинокомпания "Тохо Къмпани" (Toho Company).

## Актьори и персонажи
- Тоширо Мифуне – Рокурота Макабе, прочут военачалник от клана Акизуки
- Минору Чиаки – селянина Тахеи
- Каматари Фуджиуара – селянина Маташичи
- Миса Уехара – принцеса Юки
- Такаши Шимура – Изуми Нагакура, стар военачалник от клана Акизуки
- Сусуми Фуджита – военачалникът Хиое Тадокоро
- Тошико Хигучи – робинята спасена от Юки
- Еико Миоши – възрастна придворна дама на Юки

## Екип
- Сценарий — Шинобу Хашимото, Риоцо Кикушима, Акира Куросава, Хидео Огуни
- Режисьор — Акира Куросава
- Оператор — Ичио Ямадзаки
- Композитор — Масару Сато
- Художници — Йоширо Мураки, Кохеи Язаки
- Продуценти — Санезуми Фуджимото, Акира Куросава

## Награди
- 1959 г. – Приз „Сребърна мечка“ за Акира Куросава в категорията „Най-добър режисьор“ на Берлинския международен филмов фестивал.
- 1959 г. – Приз „Синя лента“ за „Най-добър филм“ на Акира Куросава от Блу Рибън Ауърдс (Blue Ribbon Awards), Токио.
- 1959 г. – Награда за „Най-добър сценарий“ на Шинобу Хашимото от Кинима Джъмпо Ауърдс (Kinema Junpo Awards), Токио.

## Номинации
- 1959 г. – Номинация за „Златна мечка“ за Акира Куросава в категорията „Най-добър режисьор“ на Берлинския международен филмов фестивал.